# Numer korporacyjny
Numer korporacyjny (jap. 法人番号 hōjin bangō) – 13-cyfrowy identyfikator nadawany przez Krajową Agencję Podatkową spółkom i innym organizacjom zarejestrowanym w Japonii. Składając deklaracje podatkowe, dotyczące zatrudnienia lub zabezpieczenia społecznego, lub inne dokumenty, cesjonariusze są zobowiązani do umieszczenia numeru korporacyjnego na dokumentach.
Numery korporacyjne zostały wprowadzone w 2015 roku wraz z 12-cyfrowymi numerami osobistymi, które identyfikują osoby fizyczne (w tym obcokrajowców będących rezydentami) mieszkające w Japonii. W przeciwieństwie do numerów osobistych, których publikacja jest karalna, numery korporacyjne są publikowane przez Krajową Agencję Podatkową.